# YoungBoy Never Broke Again
YoungBoy Never Broke Again, ou NBA YoungBoy, nom de scène de Kentrell DeSean Gaulden, né le 20 octobre 1999 à Baton Rouge, en Louisiane, est un rappeur et chanteur américain. Il se fait mondialement connaître avec le titre Outside Today, qui s'est placé à la 31e place du Billboard Hot 100, en 2018.

## Biographie

### Jeunesse
YoungBoy Never Broke Again, Kentrell DeSean Gaulden de son vrai nom, naît le 20 octobre 1999  à Baton Rouge, en Louisiane. Il est le cadet d'une fratrie de trois enfants. À l'âge de 4 ans, il se blesse gravement à la tête pendant une séance de lutte et doit porter une orthèse crânienne laissant d'importantes cicatrices sur son front. A cause d'une fusillade ayant éclaté en Californie, le rappeur a passé 6 ans en prison . Alors qu'il a 8 ans, son père est condamné à 55 ans de prison après avoir commis un braquage ayant mal tourné, et sa mère quitte la ville laissant la charge de ses enfants à la grand-mère de Gaulden. Alors en 9e année, il décide de quitter le collège. Peu après, il est arrêté pour braquage et placé en prison juvénile à Tallulah durant 6 mois. Incarcéré, il y écrit ses premiers textes.

### Carrière
Gaulden commence à produire de la musique avec un microphone qu'il avait acheté à l'âge de quatorze ans. Il sort, en 2015, sa première mixtape, Life Before Fame. D'autres mixtapes ont rapidement suivies, notamment la série des Mind of a Menace. Sa mixtape 38 Baby, sortie le 27 octobre 2016, est son premier projet à rencontrer un certain succès,, laquelle comprenait des collaborations avec les rappeurs louisianais Lil Snupe, Boosie Badazz et Kevin Gates.
En décembre 2016, YoungBoy est arrêté à Austin, au Texas, soupçonné de tentative de meurtre en lien avec une fusillade au volant. Pendant sa détention dans la paroisse de Baton Rouge Est, en Louisiane, YoungBoy publie plusieurs chansons, notamment Win or Lose, Don't Matter, et Too Much. YoungBoy est libéré de prison en mai 2017 après avoir conclu un accord de plaidoyer et déposé une caution. Une semaine après avoir retrouvé sa liberté, YoungBoy publie le single Untouchable.
Le 3 août 2017, il publie la mixtape AI YoungBoy, qui se hisse à la 24e place du Billboard 200,. Les singles majeurs de la mixtape, soit Untouchable et No Smoke, ont respectivement, atteint les 95e et 61e places du Billboard Hot 100.
Gaulden annonce la production de son premier album studio, nommé Until Death Call My Name, en janvier 2018. Le 6 janvier 2018 sort Outside Today, le premier single issu de l'album. Le single rencontre un important succès atteignant la 31e place du Billboard Hot 100. Until Death Call My Name sort le 27 avril 2018.
Le 11 octobre 2019, il sort sa 12e Mixtape, A.I. Youngboy 2. Le projet se hissera au top 1 du Billboard 200 dès sa sortie aux USA avec un équivalent de vente de 110 000 unités dès la première semaine et dépasse aujourd'hui l'équivalent de 1 000 000 de ventes unitaires ce qui a valu au projet la certification Platine RIAA.
L'année 2020 fut certainement l'une des années les plus mouvementées dans la carrière de YoungBoy. Le 21 février 2020, il sort le très attendu Still Flexin Still Steppin dont la playlist contient des succès fulgurants comme le titre Lil Top et un featuring avec Quando Rondo, ami du rappeur et membre du Never Broke Again LLC, le label du rappeur Américain.
Le 24 avril 2020, au début du confinement à la suite de la pandémie de COVID-19, Youngboy annonce la sortie d'une nouvelle mixtape 38 Baby 2. Le projet se place en Top 1 du Billboard 200 en première semaine. Cette mixtape est particulière pour Youngboy car il y fait apparaître sa mère Sherhonda Gaulden et son grand-père sur le premier titre du projet Bout My Buissness, un hommage à sa mère qui rappe depuis longtemps, mais également tout simplement à ses parents, bien qu'on sache qu'ils n'ont pas été omniprésents dans sa vie. DaBaby, rappeur avec lequel il s'est rapproché, apparaît sur la tracklist.
En 2020, il sort encore trois projets dont l'album studio Top le 11 septembre 2020 toujours chez Atlantic Records. Le 25 août, alors que l'album n'est pas encore sorti, il est déjà premier du classement grâce aux précommandes sur Apple Music. Cet album comporte des featuring avec Snoop Dogg et Lil Wayne. C'est un énorme succès commercial puisque l'album se vend à 126 000 exemplaires dès la première semaine et se hisse à la première place du classement Billboard.
Dans la nuit du 11 novembre 2020, il annonce la sortie d'un projet surprise, Until I Return, le 4e de l'année comportant 15 titres sans aucune collaboration avec d'autres artistes, un moyen pour le rappeur d'affirmer sa place, même sans aucune promotion ou collaboration. Toujours en novembre 2020, il réalise un projet commun intitulé Nobody Safe avec le rappeur Rich the Kid avec qui il s'est lié d'amitié et est devenu très proche.
En 2021, il enregistre en deux semaines l'album From the Bayou à Miami en collaboration avec Birdman. Le 24 septembre 2021, alors qu'il est incarcéré pour port d'armes non-autorisé, YoungBoy NBA sort son troisième album Sincerely, Kentrell, composé de 23 titres. Il s’empare de nouveau de la première place du Top albums avec 137 775 exemplaires écoulés en une semaine,.
A 21 ans, YoungBoy Never Broke Again devient une véritable star de Youtube. Très prolifique, les nombreux opus mis en ligne permettent au rappeur de dépasser des popstars comme Taylor Swift ou Ariana Grande.
D'après Billboard, il s'y rapproche des mormons.
En janvier 2023, il sort l'album I Rest My Case, son premier sorti chez la Motown.

### Vie privée
NBA YoungBoy a 11 enfants de 9 femmes différentes.
Le 4 juillet 2016, il a son premier enfant qui s'appelle Kayden avec Nisha Keller.
Le 19 juillet 2016, il a un enfant appelé Kamron avec Starr Dejanee. Le 6 juillet 2017, Starr Dejanee accouche d'un autre enfant nommé Kamiri.
Le 19 mars 2017, il a une fille nommée Taylin d'une femme qui s'appelle Nia.
Le 13 février 2019, il a un enfant avec Jania Meshell (connue sous le nom de Jania Bania) et s'appelant Kacey Alexander. 
Le 19 juin 2020, il a un enfant nommé Armani d'une femme s'appelant Nisha Keller.
Le 26 novembre 2020, Drea Symone accouche de Kodi Capri.
Le 19 janvier 2021, il a un enfant appelé Kentrell Jr avec Iyanna Mayweather (la fille du boxeur Floyd Mayweather).
Le 7 janvier 2023, il se marie à la vidéaste spécialisée dans la cosmétique Jazyln Michelle. Ils ont deux enfants, Alice né en décembre 2021 et Klemenza né en septembre 2022. 

## Affaires judiciaires
En octobre 2021, il est libéré de prison mais doit purger une peine d'assignation à résidence dans l'Utah.
En avril 2024, il est arrêté a son domicile et détenu sans caution sur 63 chefs d'accusation, notamment pour usurpation d'identité, falsification d’identité, tentative illicite d'obtention de médicaments ou d'ordonnances, possession non-autorisée d’arme à feu dangereuse, contrefaçon et possession de marijuana. Il est suspecté par les autorités d'être à la tête d'un réseau de fraude aux médicaments sur ordonnance à grande échelle. Son avocat affirme son innocence. Le 16 août 2024, il a été rapporté que YoungBoy Never Broke Again avait plaidé coupable dans l'affaire fédérale des armes à feu.
Le rappeur est gracié par le président Donald Trump le 28 mai 2025.

## Discographie

### Album studio
- 2018 : Until Death Call My Name
- 2020 : Top
- 2021 : Sincerely, Kentrell
- 2022 : Better Than You
- 2022 : The Last Slimeto
- 2023 : Don’t Try This At Home
- 2025 :  Make America Slime Again

### Mixtapes
2015 : Life Before Fame
- 2015 : Mind of a Menace
- 2016 : Mind of a Menace 2
- 2016 : Before I Go
- 2016 : 38 Baby
- 2016 : Mind of a Menace 3
- 2017 : A.I. YoungBoy
- 2017 : Ain't Too Long
- 2017 : Fed Baby's (avec Moneybagg Yo)
- 2018 : Master the Day of Judgement
- 2018 : 4Respect 4Loyalty 4Freedom 4WhatImportant
- 2018 : Decided
- 2018 : Realer
- 2019 : A.I. YoungBoy 2
- 2020 : Still Flexin Still Steppin
- 2020 : 38 Baby 2
- 2020 : Until I Return
- 2020 : Nobody Safe (avec Rich The Kid)
- 2021 : From the Bayou (avec Birdman)
- 2022 : Colors
- 2022 : Realer 2
- 2022 : 3800 Degrees
- 2022 : Ma’I Got a Family
- 2022 : 3860 (Quando Rondo)
- 2022 : I Rest My Case
- 2023 : Richest Opp